# منطقه باستانی کشف‌رود

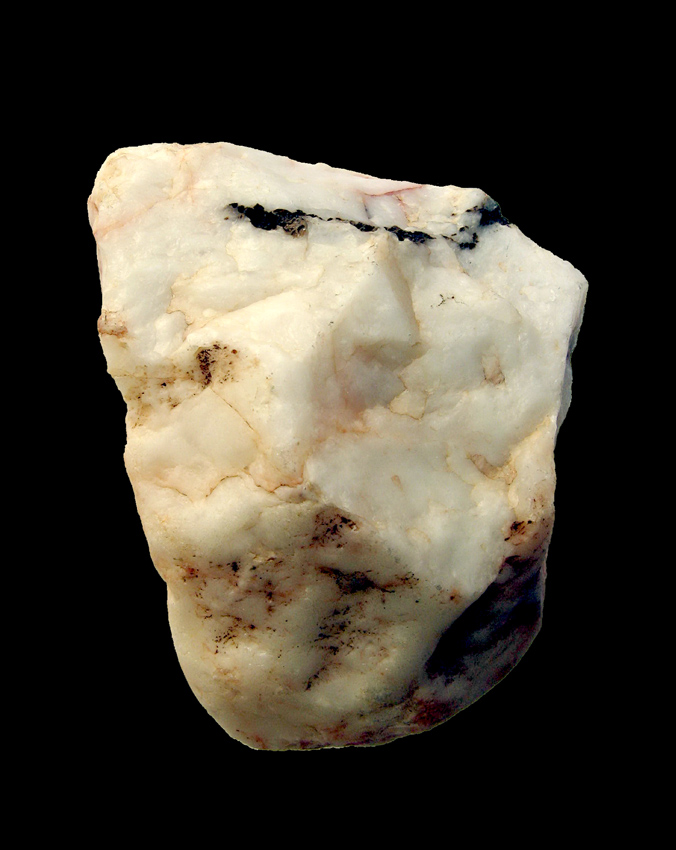
ابزار سنگی از کشف رود، دوره پارینه سنگی قدیم

منطقه باستانی کشف‌رود منطقه‌ای باستانی در حوضه آبریز کشف‌رود در حد فاصل ۳۵ کیلومتری تا ۸۵ کیلومتری جنوب شرقی مشهد متعلق به دوره پارینه‌سنگی زیرین است که از کهن‌ترین سکونت‌گاه‌های بشر در ایران برشمرده می‌شود.
کلود تیبو زمین‌شناس فرانسوی با همکاری علی آریایی زمین‌شناس ایرانی در سال‌های ۵۴–۱۳۵۳ بررسی‌هایی در حوضه کشف‌رود در شرق مشهد انجام دادند که طی آن ۸۰ نمونه دست‌ساخته سنگی از هفت محوطه باز گردآوری شد.
بزرگ‌ترین این مجموعه‌ها در نزدیکی روستای آبروان و سایر مجموعه‌های بزرگ در چاهک و بغبغو به دست آمد. در این بررسی سه واحد عمده آبرفتی شناسایی شد که به‌طور تقریبی به پلیستوسن قدیم، میانه و جدید منسوب شده‌است. بسیاری از یافته‌ها به یک لایه گراولی پلیستوسن قدیم منسوب شده‌اند که روی لایه ضخیمی از شن قرار دارد. تیبو در مقاله ای نتایج بررسی اولیه دست ساخته‌های سنگی را در سال ۱۳۵۶ منتشر کرد.
مجموعه کشف شده پس از بررسی به موزه ایران باستان تحویل شد. این مجموعه در اوایل دهه ۱۳۸۰ به بخش پارینه سنگی موزه ملی ایران منتقل شد و توسط فریدون بیگلری-باستان‌شناس- مجدداً بررسی شد. در بازنگری این مجموعه مشخص شد که تعدادی از نمونه‌های این مجموعه قطعات شکسته یا لب پرشدة قلوه‌سنگ‌های طبیعی کوارتز (دُر کوهی) هستند و فاقد آثار دستکاری انسان هستند. اما اکثر نمونه‌ها توسط انسان ساخته شده و شامل سنگ مادر و سنگ مادرهای ساتور شکل، تراشه‌های ساده و ابزارهایی چون خراشنده، کنگره‌دار و درفش هستند.
این مجموعه مربوط به دوره پارینه سنگی قدیم است و بر اساس مشاهدات زمین‌شناسی بستر کشف آنها مربوط به پلیستوسن قدیم هستند. در نتیجه این مجموعه بیش از هشتصد هزار سال قدمت دارد. به این ترتیب کشف رود یکی از قدیمی‌ترین سکونتگاه‌های انسان در ایران محسوب می‌شود.
تعدادی از ابزارهای سنگی کشف رود در تالار پارینه سنگی موزه ملی ایران به نمایش درآمده است.